# Винсент (Калифорния)
Винсент (англ. Vincent) — статистически обособленная местность, расположенная в округе Лос-Анджелес (штат Калифорния, США) с населением в 15 097 человек по статистическим данным переписи 2000 года.

## География
По данным Бюро переписи населения США статистически обособленная местность Винсент имеет общую площадь в 3,88 квадратного километра, водных ресурсов в черте населённого пункта не имеется.
Статистически обособленная местность Винсент расположена на высоте 983 метра над уровнем моря.

## Демография
| Год переписи      | Нас.  |  | %±    |
| ----------------- | ----- |  | ----- |
| 1990              | 13713 |  | —     |
| 2000              | 15097 |  | 10,1% |
| 1990–2000 source: |       |  |       |

По данным переписи населения 2000 года в статистически обособленной местности проживало 15 097 человек, 3267 семей, насчитывалось 3804 домашних хозяйства и 3879 жилых домов. Средняя плотность населения составляла около 3876,2 человека на один квадратный километр. Расовый состав по данным переписи распределился следующим образом: 51,74 % белых, 2,67 % — чёрных или афроамериканцев, 1,27 % — коренных американцев, 6,86 % — азиатов, 0,08 % — выходцев с тихоокеанских островов, 5,58 % — представителей смешанных рас, 31,80 % — других народностей. Испаноговорящие составили 64,41 % от всех жителей статистически обособленной местности.
Из 3804 домашних хозяйств в 49,1 % — воспитывали детей в возрасте до 18 лет, 63,4 % представляли собой совместно проживающие супружеские пары, в 14,7 % семей женщины проживали без мужей, 14,1 % не имели семей. 10,3 % от общего числа семей на момент переписи жили самостоятельно, при этом 4,8 % составили одинокие пожилые люди в возрасте 65 лет и старше. Средний размер домашнего хозяйства составил 3,97 человека, а средний размер семьи — 4,17 человека.
Население статистически обособленной местности по возрастному диапазону по данным переписи 2000 года распределилось следующим образом: 33,3 % — жители младше 18 лет, 10,5 % — между 18 и 24 годами, 31,1 % — от 25 до 44 лет, 17,9 % — от 45 до 64 лет и 7,2 % — в возрасте 65 лет и старше. Средний возраст жителей составил 30 лет. На каждые 100 женщин приходилось 97,7 мужчины, при этом на каждые сто женщин 18 лет и старше приходилось 97,0 мужчины также старше 18 лет.
Средний доход на одно домашнее хозяйство в статистически обособленной местности составил 52 349 долларов США, а средний доход на одну семью — 52 086 долларов. При этом мужчины имели средний доход в 34 075 долларов США в год против 28 895 долларов среднегодового дохода у женщин. Доход на душу населения в статистически обособленной местности составил 15 522 доллара в год. 7,3 % от всего числа семей в округе и 9,8 % от всей численности населения находилось на момент переписи населения за чертой бедности, при этом 13,2 % из них были моложе 18 лет и 6,5 % — в возрасте 65 лет и старше.